# Soft Cell
Soft Cell ist ein britisches Synthiepop-Duo, das 1979 in Leeds gegründet und 1981 mit dem Song Tainted Love bekannt wurde. Es besteht aus Marc Almond (Gesang) und David Ball (Keyboards).

## Geschichte
Die erste musikalische Produktion des Duos war eine EP mit dem Titel Mutant Moments; David Balls Mutter finanzierte sie mit einem Darlehen. Die EP und die frühen Auftritte von Soft Cell zogen die Aufmerksamkeit einiger Labels auf sich – darunter auch Mute Records und Some Bizzare Records, die sich der neuen Bewegung von Synthesizermusik verschrieben hatten.
Der nächste Titel (The Girl with the Patent Leather Face) wurde neben Songs von den damals noch unbekannten Depeche Mode, The The und Blancmange Bestandteil der Kompilation Some Bizzare Album. Die beiden ersten Soft-Cell-Singles A Man Can Get Lost und Memorabilia wurden von Daniel Miller produziert und auf Phonogram Records veröffentlicht. Soft Cell landete mit Memorabilia einen Clubhit, blieb aber weitgehend unbekannt.
Phonogram Records zeigte sich unzufrieden über den ausbleibenden Erfolg und gab Soft Cell noch eine Chance, eine Single mit Charterfolg zu produzieren. Das Duo entschied sich für eine Coverversion des 1964er Songs Tainted Love, der im Original von Gloria Jones gesungen wurde. Der Titel erreichte in 17 Ländern Platz 1 der Hitparade. Im Heimatland gelang es Soft Cell, im folgenden Jahr weitere vier Singles – Bedsitter, Say Hello, Wave Goodbye, Torch und What – in den Top 5 zu platzieren.
Nach der Veröffentlichung von drei Alben trennten sich Anfang 1984 ihre Wege. Während Marc Almond solo weitermachte, war Dave Ball neben seiner Arbeit als Produzent und Remixer in Bands und Projekten wie 'Other People', 'English Boy on the Loveranch', 'Jack the Tab' und 'The Grid' involviert.
1989 gab es wieder eine erste Zusammenarbeit der beiden, als 'The Grid' die Single Waifs & Strays von Marc Almond remixten. Zudem erfolgten 1991 weitere Mitarbeiten an Marc Almonds Album Tenement Symphony.
Seit 1998 schrieben und arbeiteten Almond und Ball an neuen Songs, was in einigen Konzerten 2001 in London gipfelte. Im April 2002 folgten die Veröffentlichung des Albums Very Best Of… mit zwei neuen Tracks und eine Europa-Tournee. Im Herbst 2002 erschien das Album Cruelty without Beauty und es fand eine weitere Tournee statt.
Bis 2004 tourten Soft Cell weiter, danach trennten sich die Wege erneut. Auf Marc Almonds offizieller Website war einige Jahre später in einem Interview zu lesen, es gebe keine weiteren Soft-Cell-Konzerte, weil dies für ihn einen Rückschritt bedeuten würde.
2019 äußerte sich Marc Almond erstmals ausgiebig zum hoch umstrittenen Video zu Sex Dwarf aus dem Jahr 1981. Das vom Regisseur Tim Pope produzierte Video hätte aus seiner Sicht nie an die Öffentlichkeit geraten dürfen und habe der Band sehr geschadet. Für die Grenzüberschreitungen entschuldigte er sich.
Im Juli 2021 kündigte Soft Cell ihr erstes Studioalbum seit fast 20 Jahren an, welches unter dem Titel Happiness Not Included im Mai 2022 veröffentlicht wurde. Mit dem Album gelangte Soft Cell erstmals seit 1983 wieder in die Top Ten der britischen Album-Charts, auch in den Charts in Deutschland, Österreich und der Schweiz konnte sich das Album platzieren. Von dem Album wurde auch die Single Purple Zone ausgekoppelt, bei der Soft Cell mit den Pet Shop Boys zusammenarbeitete.

## Diskografie
Studioalben

| Jahr | Titel                     | Höchstplatzierung, Gesamtwochen, AuszeichnungChartplatzierungen (Jahr, Titel, Platzierungen, Wochen, Auszeichnungen, Anmerkungen) | Höchstplatzierung, Gesamtwochen, AuszeichnungChartplatzierungen (Jahr, Titel, Platzierungen, Wochen, Auszeichnungen, Anmerkungen) | Höchstplatzierung, Gesamtwochen, AuszeichnungChartplatzierungen (Jahr, Titel, Platzierungen, Wochen, Auszeichnungen, Anmerkungen) | Höchstplatzierung, Gesamtwochen, AuszeichnungChartplatzierungen (Jahr, Titel, Platzierungen, Wochen, Auszeichnungen, Anmerkungen) | Höchstplatzierung, Gesamtwochen, AuszeichnungChartplatzierungen (Jahr, Titel, Platzierungen, Wochen, Auszeichnungen, Anmerkungen) | Anmerkungen                             |
| Jahr | Titel                     | DE | AT | CH | UK | US | Anmerkungen                             |
| ---- | ------------------------- | --- | --- | --- | --- | --- | --------------------------------------- |
| 1981 | Non-Stop Erotic Cabaret   | DE23 (18 Wo.)DE | — | — | UK5 Platin · (47 Wo.)UK | US22 (41 Wo.)US | Erstveröffentlichung: 23. November 1981 |
| 1982 | Non Stop Ecstatic Dancing | — | — | — | UK6 Gold · (18 Wo.)UK | US57 (14 Wo.)US | Erstveröffentlichung: Juni 1982         |
| 1983 | The Art of Falling Apart  | — | — | — | UK5 Gold · (11 Wo.)UK | US84 (8 Wo.)US | Erstveröffentlichung: 15. Januar 1983   |
| 1984 | This Last Night in Sodom  | — | — | — | UK12 (5 Wo.)UK | — | Erstveröffentlichung: 24. März 1984     |
| 2002 | Cruelty Without Beauty    | — | — | — | — | — | Erstveröffentlichung: 8. November 2002  |
| 2022 | Happiness Not Included    | DE12 (1 Wo.)DE | AT51 (1 Wo.)AT | CH86 (1 Wo.)CH | UK7 (1 Wo.)UK | — | Erstveröffentlichung: 6. Mai 2022       |

grau schraffiert: keine Chartdaten aus diesem Jahr verfügbar